# 좋아서 만든 영화
좋아서 만든 영화는 2009년 12월 17일에 개봉된 독립 영화이다.

## 줄거리
청춘과 사랑, 낭만의 현실에 대한 공감을 담은 독립 영화이다.

## 등장 인물
- 조준호
- 손현
- 황수정
- 안복진
- 마해미
- 정민희
- 정지욱
- 손병호
- 김진수